# 낙화시절
《낙화시절》(落花時節)은 2022년 방송되었던 중국의 드라마이다.

## 등장 인물
- 레이자인 - 지엔홍청 역
- 위안취안 - 닝요 역
- 레이 - 닝수 역
- 자나이량 - 전경야 역
- 뤄하이충 - 지엔민민 역
- 양관화 (梁冠华) - 장립신 역
- 련련 (练练) - 진흔인 역
- 이내문 (李乃文) - 하오칭린 역
- 손녕 (孫寧) - 지엔홍투 역